# Matías Silvestre
Matías Agustín Silvestre, född 25 september 1984 i Mercedes, är en argentinsk fotbollsspelare som spelar för Serie B-klubben Livorno.

## Klubbkarriär
Silvestre gjorde debut för Boca Juniors 23 mars 2003 när de besegrade Lanús med 3–1.

### Boca Juniors
Silvestre startade sin karriär med det argentinska storlaget Boca Juniors, där han gjorde ligadebut den 13 mars 2003 i en 3-1-vinst över CA Lanús. Silvestre blev snart odinarie och spelade 63 matcher och gjorde 6 mål. Efter en imponerande säsong 2007 lånades han på för det italienska laget Catania.

### Catania
Under 2008 låndades Silvestre ut till Catania. Under hans första sex månader spelade han bara 11 matcher och endast fem matcher från start. Hans lån hade premanentats under sommaren 2008. Men Silvestre blev snart en viktig del av  Catania under en ganska framgångsrik 2008/2009 säsong då man undvek nerflyttning. Silvestre fortsatte att glänsa under sin tredje säsong för Catania. Han bildade en solid defensiv uppställning med artister som Pablo Álvarez, Nicolás Spolli, Christian Terlizzi och Ciro Capuano. Säsongen 2009/2010 hamnade Catania på en 12:e plats. Under säsongen 2010/2011 blev Silvestre lagkapten för Catania efter att klubben sålt Giuseppe Mascara till SSC Napoli den 31 januari 2011.

### Inter
Kom till Inter från Palermo 2012 på lån med köpopinion.

## Meriter
- Apertura: 2003, 2005, 2006
- Copa Sudamericana: 2004, 2005
- Recopa Sudamericana: 2006
- Copa Libertadores: 2007